# Климент (Жеретієнко)
Климент I Жеретієнко (26 грудня 1865 —18 грудня 1950) — намісник Києво-Печерської лаври, архімандрит церковний діяч часів занепаду Російської імперії та СРСР.

## Життєпис

### Цивільне життя
Походив з селянської родини з числа українців-переселенців Жеретієнко. Народився 1865 року у селі Іловайники (інша назва Іловатий Єрик) Новоузенського повіту Самарської губернії (тепер Старополтавський район Волгоградської області Російської Федерації), отримавши ім'я Костянтин..
У листопаді 1879 року витримав іспити на знання курсу початкового народного училища. В січні 1887 року за призовом поступив на військову службу. Зарахований рядовим до Самарського писарського класу при 95 резервному кадровому батальйоні. У жовтні того ж року переведений писарем до Київського піхотного юнкерського училища. 30 грудня 1888 року призначено нестройовим старшого розряду нижчого окладу, 31 грудня 1889 року — нестройовим старшого розряду вищого окладу. 1890 року після закінчення терміну дійсної військової служби, звільнений в запас.

### Чернецтво
12 лютого 1891 року Жеретієнко звернувся до Духовного Собору Києво-Печерської лаври з проханням про зарахування в тимчасові послушники. 15 лютого його прийнято на послух і спрямовано до келарського відомства. 20 березня того ж року визначено писарем канцелярії Духовного Собору лаври. 21 березня 1892 року призначений журналістом (відповідальним за ведення журналів Собору). 24 червня 1891 року стає виконувачем обов'язки столоначальника 2-го столу, 21 грудня 1892 року затверджено на цій посаді. 26 серпня 1896 року стає штатним послушником лаври. 19 листопада того року прийняв постриг та змінив ім'я на Климент.
22 липня 1898 року висвячений на ієродиякона, а 21 травня 1900 року — на ієромонаха. У листопаді 1900 року захворює на гемороїдальну кровотечу гортані, тому звільняється до одужання від богослужіння і переводиться до Дальніх печер. В квітні 1902 року призначається духівником для прочан Больничного монастиря. У жовтні того ж року стає доглядачем свічкового заводу в Китаївській пустині (до 1904 року).
У вересні 1903 був членом комісії з перевірці ризниці Великої церкви. В подальшому обіймав посаду економа Софійського митрополичого будинку. Того ж року нагороджено набедренником, а 1906 року — наперсним хрестом. 1909 року призначений членом комісії з обстеження господарської частини і угідь Києво-Свято-Троїцького общежительного монастиря. 1910 року стає кавалером ордену Святої Ганни 3-го ступеню.
7 серпня 1913 року призначається економом Києво-Печерської лаври. 12 травня 1913 року отримав сан архімандрита. 2 вересня того ж року стає членом член Духовного Собору лаври.

### Намісник
Після Лютневої революції 1917 року Климент очолив боротьбу проти очільників лаври. У квітні того ж року під час несанкціонованого зібрання в Трапезній церкві, частина ченців обрала Климента головою свого комітету. Очолювана Климентом група вимагала виборності всіх посадових осіб загальними зборами, зміщення намісника архимандрита Амвросія (Булгакова), виведення монастиря з-під влади Київського митрополита Володимира (Богоявленського) та його виселення з лаври.
Також Климент підтримав дії Центральної Ради, восени долучився до прихильників Української автокефальної церкви. 1 грудня 1917 року на зборах в лаврі він підтримав вимоги Всеукраїнської православної церковної ради (ВПЦР) про вигнання митрополита Київського Володимира з Києва та про оголошення автокефалії Української Церкви. У лаврській друкарні було надруковано відозву ВПЦР про прийняття на себе управління церквою на Україні до скликання Всеукраїнського церковного Собору духовенства і мирян. Після відставки намісника Амвросія, Климент обирається новим намісником із збереженням посади економа лаври. 23 грудня це рішення підтвердив Духовний Собор.
28 січня 1918 року тіфліський митрополит Платон (Рождественський) благословив носіння Климентом мантії з червоними скрижалями. Невдовзі рішенням тимчасово керуючого Київською єпархією Чигиринського єпископа Никодима (Кроткова) Климент був звільнений з посади економа, але залишився настоятелем й головою Духовного Собору. 30 грудня 1918 року був обраний представником від Києво-Печерської лаври на Всеукраїнський церковний собор (внаслідок бойових дій відбувся лише 1921 року).
З захопленням Києва більшовиками Климент вирішив створити трудову громаду для збереження за лаврою її майна. У квітні 1919 року це рішення було схвалено Духовним Собором. Проте радянська влада зажадали перереєструвати громаду, видаливши з неї ченців. Втім ситуацію виправило захоплення Києва білогвардійцями.
1921 році на Всеукраїнському православному церковному соборі затверджений намісником лаври. Користуючись доброзичливим ставленням патріаршого екзарха України митрополита Михайла (Єрмакова), Климент домагався посади настоятеля лаври, що мав особливі, зіставні з архієрейськими, привілеї. 8 березня 1922 року Клименту було дозволено служити з жезлом і сулоком, а до літургії зустрічати у солеї зі співом «Достойно єсть», читати молитви за великим Служебником і носити мантію з нашивними хрестами на скрижалях. 10 лютого було прийнято рішення про вступ Климента у тимчасове виконання обов'язків настоятеля Києво-Печерської лаври.
Після націоналізації в липні 1922 року всіх монастирських будівель Климент зайняв посаду завідувача будівлями лаври, виділеними владою в 6-ї міської район Києва, був членом церковної громади «Києво-Печерська Лавра», створеної з лаврської братії і прихожан. На території Лаври представники радянської влади розселяють мешканців так званого інвалідного містечка. Користування приміщеннями церков, келій, трапезної та іншими монастирськими будівлями ченцям дозволялося на основі орендних угод. Проводилось розкрадання майна та вилучення лаврських цінностей. Проте частину лаврських цінностей вдалося приховати в тайниках.
У ніч на 11 квітня 1923 року Климента було заарештовано. Його було запроторено до Лук'янівської в'язниці в Києві. В період його ув'язнення на посаду тимчасового заступника намісника лаври був обраний архимандрит Макарій (Величко). 30 вересня того ж року Климента було звільнено з в'язниці.

### Настоятель
4 серпня 1924 року архімандрит Климент ченцями монастиря був обраний настоятелем, Макарій (Величко) — намісником монастиря. 16 серпня патріарх РПЦ Тихон затвердив це рішення. Також лавра повернула собі ставропігію.
25 жовтня 1924 року Климента разом з намісником Макарієм було заарештовано губернським відділом ДПУ УСРР. Надалі були затримані ще 28 ченців лаври, 2 послушники і 4 члени лаврської громади. Приводом для арештів стали доноси в ГПУ про приховування монастирських цінностей. Тому з в'язниці Климент передав письмове розпорядження здати їх. ОГПУ були вилучені за актом понад 350 прихованих предметів, зокрема риза з чудотворної ікони Успіння Пресвятої Богородиці, 14 панагій, 22 наперсних хреста тощо. Дійсною причиною арешту керівників Києво-Печерської лаври був їх опір обновленству.
Користуючись ситуацією, що склалася, в грудні 1924 року обновленці на чолі із Філадельфом Пшеничним і Михайлом Чалим зареєстрували на території лаври свою громаду, якій були передані монастирські храми. У квітні 1925 року Климента було звільнено, але 25 жовтня того ж року знову заарештовано. У листопаді звільнено, але відправлено до Харкова. 1926 року втратив посаду настоятеля Києво-Печерської лаври (обрано Єрмогена I).
1928 року справа проти Климента була припинена, але він залишився у Харкові.

### Подальша діяльність
1927 року не прийняв Декларацію митрополита Сергія. Згодом перейшов до Істинно-православної церкви. Більше ніж 30 лаврських ченців підтримали дії Климента, визнаючи його настоятелем.
У 1931 році перейшов на нелегальний стан, але протягом 1930-х років підтримував стосунки з ченцями колишньої Києво-Печерської лаври (закрита 1929 року).
Після захоплення під час Другої світової війни німецькими військами Києва наприкінці 1941 року перебрався до Києва. Мешкав на Печерську, на вулиці Мільйонній, 16. Написав листа в Духовний Собор Лаври і архімандриту Валерію Устименку, що стосується питання повернення йому посади намісника. Отримавши відмови прийняв велику схиму під ім'ям Антоній. Допомагав православній громаді в селі Мишоловка.
1943 року повернувся до Харкова. Мешкав тут на Холодній горі. Тут його таємно відвідували віруючі. Помер 1950 року. Поховано на Залютинському кладовищі в Харкові, могила не збереглася.